# Inderøy
Inderøy est une kommune norvégienne située dans le comté de Trøndelag. Son centre administratif est la localité de Straumen.

## Géographie
Inderøy se situe au centre du comté, dans la partie intérieure du fjord de Trondheim, au nord-est de la ville. Elle fait partie de la région du Innherred. Son territoire s'étend sur 145,81 km2 et comprend la localité de Straumen, son centre administratif, ainsi que les villages de Framverran, Gangstadhaugen, Hylla, Kjerknesvågen, Kjerringvik, Røra, Sakshaug, Sandvollan, Småland, Trongsundet, Utøy, Vangshylla et Venneshamn.

## Histoire

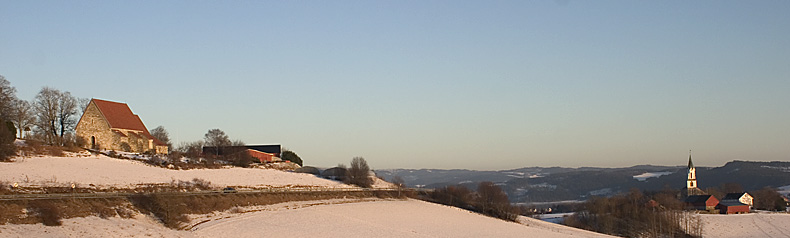
Églises de Sakshaug

Durant le Moyen Âge, Inderøy s'appelle Eynni Idri, c'est-à-dire « l'île intérieure », ce qui est également le sens du nom actuel. Saurstad (maintenant Sakshaug) est un centre politique important jusqu'au XXe siècle. Au Moyen Âge, c'est le centre du comté d'Øynafylket, incluant également Beitstad et Verran. La vieille église de Sakshaug est créée par l'archevêque Eystein en 1184. Bien des techniques de construction utilisées pour la cathédrale de Nidaros le sont alors également pour la vieille église de Sakshaug. Le village de Sandvollan a également une église du Moyen Âge.
Durant le Moyen Âge et jusqu'à rupture de l'union entre la Suède et la Norvège en 1905, Inderøy est le siège du gouverneur, juge et percepteur d'impôt du Nordre Trondhjems Amt et la capitale du comté du Nord-Trøndelag. 
Inderøy est créée en tant que véritable commune lors de la réforme municipale norvégienne de 1837. En 1907 néanmoins, elle est divisée en trois nouvelles communes, Inderøy, Røra et Sandvollan. Toutes les trois refusionnent pour donner naissance à l'actuelle Inderøy à la suite de la réforme de 1962. Enfin en 2012, la commune de Mosvik est rattachée à celle d'Inderøy.

## Économie

### Agriculture

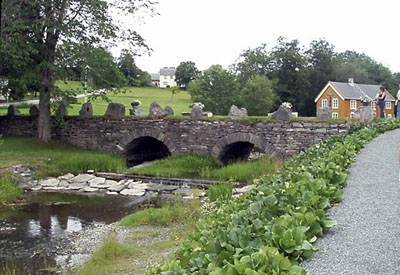
Parc Muustrø, Inderøy

Inderøy est principalement une société agricole. La plus grande partie du territoire de la commune est affectée à l'agriculture, avec entre autres de l'herbe et des grains, qui font partie des récoltes les plus courantes, mais aussi des fraises. Beaucoup des fermiers possèdent également des forêts. Toute l'industrie dominante est elle aussi basée autour de l'agriculture. Les usines produisent en effet des produits issus de distilleries, de la nourriture pour animaux, du pain, de la confiture, du poulet et d'autres viandes encore. Il y a en outre de nombreuses fermes qui manufacturent leurs propres produits pour ainsi les revendre sur place.

### Services
Un certain nombre de services sont également présents à Inderøy, parmi lesquels les écoles, les boutiques et les services publics. Un bon nombre de personnes travaillent cependant dans les communes environnantes de Levanger, Steinkjer et Verdal, Inderøy étant une sorte de banlieue pour celles-ci.

### Tourisme
La plupart des centres d'intérêt touristiques se trouvent le long du circuit dénommé « Le Détour doré » (Den Gyldne Omvei) : parmi elles, des fermes et une distillerie qui vendent nourriture et boissons de production locale, ainsi que des ateliers d'artistes et un centre de pêche.

## Démographie
Au 1er janvier 2020, il y a 6 816 habitants à Inderøy. La population est restée très stable pendant plus d'une décennie, mais une faible augmentation est apparue à partir de 2005.

## Vie communale

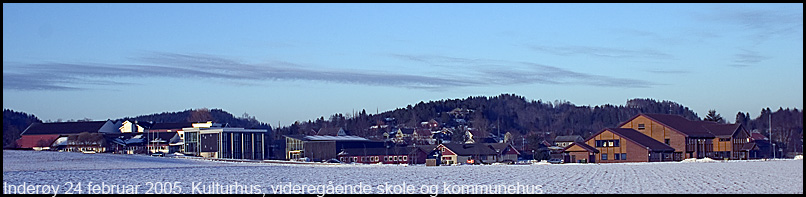
Sakshaug, école et centre administratif.

Le centre administratif d'Inderøy est Straumen. Les services commerciaux sont ici fournis, tandis que les services municipaux sont eux situés à un peu moins d'un kilomètre plus au nord, à Venna (ou Sakshaug). Les cinq bourgades Kjerknesvågen, Røra, Sandvollan, Sakshaug et Utøy possèdent chacune cune sa propre école primaire et son centre de communauté.
Sur le plan religieux, Inderøy fait partie du diocèse de Nidaros et sur le plan judiciaire de la cour de district d'Inderøy et de la cour d'appel de Frostating.
Il y a un nombre non négligeable d'activités culturelles à Inderøy. L'école secondaire a une filière « musique, danse et art dramatique », et le service de la musique du comté est aussi situé à Straumen. Bon nombre d'activités locales orientées autour de la culture (incluant le festival annuel de jazz, Soddjazz) sont répertoriées. Il existe aussi une galerie d'art, Nils Aas Kunstverksted et de nombreux ateliers d'artistes. Un journal local, Inderøyningen, est publié à Straumen.

## Politique et administration
La commune est dirigée par un conseil municipal de vingt-cinq membres élus pour quatre ans.
| Période                                  | Période  | Identité       | Étiquette    | Qualité |
| ---------------------------------------- | -------- | -------------- | ------------ | ------- |
| 1990                                     | 1995     | Karin Kjølmoen | Travailliste |         |
| 1995                                     | 2003     | Ole Tronstad   | Centre       |         |
| 2003                                     | 2007     | Svein Jørum    | Travailliste |         |
| 2007                                     | 2011     | Ole Tronstad   | Centre       |         |
| 2011                                     | En cours | Ida Stuberg    | Centre       |         |
| Les données manquantes sont à compléter. |          |                |              |         |

## Résidents célèbres
- Inger Lise Gjørv (1938-) - homme politique et gouverneur.
- Per Egil Hegge (1940-) - Journaliste, éditeur du Aftenposten.
- Christian Léden (1882-1957) - Scientifique, explorateur artiste et compositeur.
- Håkon Løken (1859-1823) - Journaliste et avocat.
- Ole Richter (1829-1888) - Avocat, politicien, premier ministre.
- Nils Aas (1933-2004) - Artiste.